# Lust'ger Rath
Lust'ger Rath, op. 350, är en polka-française av Johann Strauss den yngre. Den framfördes första gången den 16 juni 1871 i Volksgarten Wien.

## Historia
Framsidan till klaverutdraget av Johann Strauss polka Lust'ger Raht består av ett litografiporträtt av sångaren Albin Swoboda (1836-1901), som kreerade den första rollen som Janio i Strauss första operett: Indigo und die 40 Räuber. Operetten hade premiär på Theater an der Wien den 10 februari 1871. Fram till det datumet hade Wiens musikscener helt dominerats av Jacques Offenbach och dennes operetter. Teatercheferna sökte desperat efter någon som kunde konkurrera ut det franska utbudet mot en inhemsk, österrikisk operettgenre med verk komponerade av tysktalande tonsättare. Med Indigo verkar det som om den franska dominansen hade brutits. Tidningen Der Floh skrev: "Johann Strauss personifierar Österrike och hela Österrike står bakom honom. Kommande generationer kommer att prata om det ärorika slaget som utkämpades den 10 februari 1871 på Theater an der Wien, allt enligt strategin hos den sluge diplomaten (regissören) Maximilian Steiner". En karikatyrteckning avbildade Strauss och Offenbach sittande i var sin vågskål; Strauss sittande på partituret till Indigo och Offenbach på en hög av sina egna operetter. Offenbach säger deffensivt: "Ha! Vad betyder det att ni Herr Strauss väger mest? Desto mer blir jag den ende representanten för lättare musik!"
Johann Strauss var övertygad om att hans framtid bestod i att komponera operetten. Det innebar samtidigt att han fick överlåta alla sina åtaganden i Wiens balsalar till sin yngre bror Eduard. Det var sålunda Eduard som fick framföra de nio separata orkesterverk, som Johann Strauss hade satt samman utifrån melodier från Indigo. Den 16 juni 1871 framförde Eduard polkan Lust'ger Rath vid en välgörenhetskonsert i Volksgarten och han nyttjade tillfället att presentera ett av sina egna verk: valsen Fesche Geister (op. 75).
Titeln Lust'ger Rath härrör sig från Janio entréaria i akt I: "Ein lust'ger Rath zu sein, von des Königs Gnad', ach das ist sehr fad", medan det andra temat är från finalen till akt I: "Es haust bei uns im Lande". Den första melodin i Trio-sektionen återfinns i romansen i akt III: "Ein Bettler zog zum Wald hinaus", emedan temat som följer inte återfinns i det publicerade klaverutdraget och kan ha tagits bort under repetitionerna före den slutliga versionen bestämdes.

## Om polkan
Speltiden är ca 2 minuter och 39 sekunder plus minus några sekunder beroende på dirigentens musikaliska tolkning.
Polkan var ett av flera verk där Strauss återanvände musik från operetten Indigo:
- Shawl-Polka, Polka-francaise, Opus 343
- Indigo-Quadrille, Opus 344
- Auf freiem Fusse, Polka francaise, Opus 345
- Tausend und Eine Nacht, vals, Opus 346
- Aus der Heimath, Polkamazurka, Opus 347
- Im Sturmschritt, Schnell-Polka, Opus 348
- Indigo-Marsch, Opus 349
- Lust'ger Rath, Polka-francaise, Opus 350
- Die Bajadere, Polka-schnell, Opus 351